# Distretto di Elâzığ
Il distretto di Elazığ (in turco Elazığ ilçesi) è uno dei distretti della provincia di Elâzığ, in Turchia.